# Puzzle (ナイトdeライトのアルバム)
『puzzle』（パズル）は、ナイトdeライトの通算7枚目のアルバム。2022年11月23日発売。

## 概要
ナイトdeライトの6th Album。前作『Quarter』から約4年4か月振りのオリジナルアルバム。アルバムの発売間隔としては過去最長。フルアルバムは『Familia』『SHIFT』に続き3作目。アルバムのテーマは「道」。
2022年6月6日に公式YouTubeチャンネルにて行われた生配信で、2022年秋にニューアルバムをリリースすることを発表。9月19日にYouTubeで行われた「UP TO YOU生配信ライブ」で『春、訪れ。』を当アルバム収録曲として初披露。10月23日放送のFMノースウェーブ「ナイトdeライト リビング」でアルバムのタイトルが「puzzle」であることを発表。また、2週にわたって全12曲の音源を初公開。
2022年11月4日より行われた関西ツアーの各会場および、11月8日と11月12日に渋谷 duo MUSIC EXCHANGEとZepp Sapporoで行われた「Night de Light RESPECTS LIVE Vol.2」ライブ会場にて先行販売。

## 収録曲

### リスト
| #         | タイトル         | 作詞       | 作曲・編曲 | 時間 |
| --------- | ---------------- | ---------- | ---------- | ---- |
| 1.        | 「Cross」        | 長沢紘宣   | 長沢紘宣   | 3:18 |
| 2.        | 「Fighter」      | 三橋恵之矩 | 三橋恵之矩 | 3:46 |
| 3.        | 「surf」         | 田中満矢   | 田中満矢   | 3:57 |
| 4.        | 「遠回り」       | 平野翔一   | 平野翔一   | 4:33 |
| 5.        | 「あれ」         | 長沢紘宣   | 長沢紘宣   | 4:07 |
| 6.        | 「歌がなければ」 |            |            | 4:40 |
| 7.        | 「タトエ」       | 三橋恵之矩 | 三橋恵之矩 | 4:44 |
| 8.        | 「クリーム」     | 長沢紘宣   | 長沢紘宣   | 3:19 |
| 9.        | 「春、訪れ。」   | 平野翔一   | 平野翔一   | 4:51 |
| 10.       | 「ブラザー」     | 田中満矢   | 田中満矢   | 3:22 |
| 11.       | 「proud」        | 長沢紘宣   | 長沢紘宣   | 4:06 |
| 12.       | 「人生行路」     | 長沢紘宣   | 長沢紘宣   | 3:26 |
| 合計時間: | 合計時間:        | 48:09      |            |      |

### 収録曲について
1. Cross
作詞/作曲:長沢紘宣
2022年10月23日放送のFMノースウェーブ「ナイトdeライト リビング」で音源初公開。
2. Fighter
作詞/作曲:三橋恵之矩
2022年10月23日放送のFMノースウェーブ「ナイトdeライト リビング」で音源初公開。
3. surf
作詞/作曲:田中満矢
初めは1990年代のポップス風曲調だったが、バンドでアレンジする際ロックな曲調に変えたと言う[3]。
2022年10月23日放送のFMノースウェーブ「ナイトdeライト リビング」で音源初公開。
4. 遠回り
作詞/作曲:平野翔一
2022年10月23日放送のFMノースウェーブ「ナイトdeライト リビング」で音源初公開。
5. あれ
作詞/作曲:長沢紘宣
2022年10月17日にYouTubeで行われた「UP TO YOU生配信ライブ」でナイトdeライトとしては初披露[4]。
10月23日放送のFMノースウェーブ「ナイトdeライト リビング」で音源初公開。
6. 歌がなければ
作詞/作曲:平野翔一
平野単独の弾き語り曲で、伴奏はアコースティックギターのみ。
2022年10月23日放送のFMノースウェーブ「ナイトdeライト リビング」で音源初公開。
伴奏はアコースティックギターのみ。
7. タトエ
作詞/作曲:三橋恵之矩
2022年10月30日放送のFMノースウェーブ「ナイトdeライト リビング」で音源初公開。
8. クリーム
作詞/作曲:長沢紘宣
2022年10月30日放送のFMノースウェーブ「ナイトdeライト リビング」で音源初公開。
9. 春、訪れ。
作詞/作曲:平野翔一
2022年9月19日にYouTubeで行われた「UP TO YOU生配信ライブ」で初披露。
ここ2年以上の間、コロナ禍でほとんど人前でライブができなかったが、この期間を助走と捉え「長い助走をとった分遠くまで走り出すぞ」という気持ちを込めて書かれた曲。
17thシングル『thankful』に収録されている「またね」のアンサーソング。
10月30日放送のFMノースウェーブ「ナイトdeライト リビング」で音源初公開。
10. ブラザー
作詞/作曲:田中満矢
2022年10月30日放送のFMノースウェーブ「ナイトdeライト リビング」で音源初公開。
ナイトdeライトのことを歌った曲。スラスラ書けて2日ほどで完成したという[5]。
11. proud
作詞/作曲:長沢紘宣
株式会社二階堂タイアップ曲として、2022年1月28日にプロモーションビデオが公開されている[6]。
2022年10月30日放送のFMノースウェーブ「ナイトdeライト リビング」で音源を公開。
12. 人生行路
作詞/作曲:長沢紘宣
2022年10月30日放送のFMノースウェーブ「ナイトdeライト リビング」で音源初公開。